# Archidiocèse de Saint-Domingue
L'archidiocèse de Saint-Domingue (en latin : Archidioecesis Sancti Dominici ; en espagnol : Arquidiócesis de Santo Domingo) est un archidiocèse métropolitain de l'Église catholique romaine en République dominicaine. C'est l'un des trois premiers diocèses érigées dans le Nouveau Monde avec celui de San Juan de Porto Rico et Concepción. Il est également un des premiers archidiocèses du continent Américain, avec Lima et Mexico.
C'est pour cette raison que l'archevêque de Saint-Domingue porte le titre de « Primat des Indes » accordé par le pape Pie VII au moyen de la bulle Praeceptis divinis du 28 novembre 1816 et ratifiée par le concordat signé entre le Saint-Siège et la République dominicaine le 16 juin 1954.

## Territoire

Archidiocèse de Saint-Domingue
Suffragants

Son territoire s'étend sur le Distrito Nacional et les provinces de Santo Domingo et du Monte Plata avec une superficie de 3 995 km2 divisé en 215 paroisses. Il a 5 diocèses suffragants : Baní, Barahona, Nuestra Señora de la Altagracia en Higüey, San Juan de la Maguana et San Pedro de Macorís.
L'archevêché est à Saint-Domingue où se trouve la cathédrale Notre-Dame-de-l'Incarnation. Le sanctuaire Saint-Christ-des-Miracles de Bayaguana abrite un crucifix qui est l'objet de pèlerinage.

## Histoire
Le 15 novembre 1504, le pape Jules II érige les premières circonscriptions ecclésiastiques sur l'île d'Hispaniola dans le Nouveau Monde par la bulle Illius fulciti praesidio avec la création de l'archidiocèse de Yaguate et deux suffragants, Bainoa et Amanguá. Toutefois la bulle ne confirmant pas le patronage royal (en), la couronne d'Espagne s'oppose à son application.
Le 8 août 1511, par la bulle Romanus pontifex, le même pape annule la précédente disposition et érige les diocèses de Saint-Domingue, Concepción et San Juan de Puerto Rico qui sont tous nommés suffragants de l'archidiocèse de Séville, car les missions du Nouveau Monde sont sous la direction de cet archidiocèse. Ces trois diocèses sont les premiers créés sur le continent américain.
Le premier évêque qui réside à Saint-Domingue est Alessandro Geraldini (en), un italien, qui fait entreprendre les travaux pour la construction de l'actuelle cathédrale. En 1527, le diocèse de Concepción de la Vega est supprimé et unit à Saint-Domingue.
Le 21 juin 1531, le diocèse de Saint-Domingue cède une partie son territoire pour l'érection du diocèse du Venezuela avec siège à Coro (aujourd'hui archidiocèse de Caracas). Il cède de nouveau du territoire le 18 décembre 1534 pour la création du diocèse de Santiago de Guatemala (aujourd'hui archidiocèse de Santiago de Guatemala).
Par la bulle Super universas orbis ecclesiae du 12 février 1546, le pape Paul III élève les diocèses de Saint-Domingue, Lima (dans la vice-royauté du Pérou) et Mexico (dans la vice-royauté de Nouvelle-Espagne) au rang d'archidiocèse métropolitain. Ils sont donc les trois premiers archidiocèses du Nouveau Monde. Saint-Domingue reçoit pour suffragants les diocèses de San Juan de Porto Rico, Coro au Vénézuela, Santiago de Cuba, Honduras, Carthagène des Indes, Santa Marta et l'abbaye territorial de Jamaïque.
Par le traité de Bâle signé en 1795, la France récupère la partie espagnole de l'île d'Hispaniola. En conséquence, le 24 novembre 1803, Saint-Domingue perd tous les diocèses placés sous sa juridiction (Santiago de Cuba, San Cristóbal de la Havane, San Juan de Puerto Rico, Caracas et Santo Tomás de Guayana). Dans le même temps Santiago de Cuba est élevé au rang d'archidiocèse avec  San Cristóbal de la Havane et San Juan de Puerto Rico comme suffragants; Caracas devient également archidiocèse avec Santo Tomás de Guayana sous sa juridiction.
Le 28 novembre 1816, par la bulle Divini praeceptis de Pie VII, le pape accorde officiellement à l'archevêque de Saint-Domingue le titre de « Primat des Indes » et San Juan de Porto Rico redevient suffragant de l'archidiocèse qui comprend alors toute l'île d'Hispaniola.
Le 3 octobre 1861, l'archidiocèse cède des portions de son territoire pour l'établissement des diocèses haïtiens, qui forment une nouvelle province ecclésiastique avec l'archidiocèse de Port-au-Prince comme siège métropolitain et les diocèses suffragants de Les Cayes, Les Gonaïves, Cap-Haïtien (aujourd'hui archidiocèse de Cap-Haïtien) et Port-de-Paix.
Il cède un autre portion de territoire le 25 septembre 1953 pour le rétablissement du diocèse de La Vega ainsi que pour la création du diocèse de Santiago de los Caballeros (aujourd'hui archidiocèse de Santiago de los Caballeros) et de la prélature territoriale de San Juan de la Maguana (aujourd'hui diocèse de San Juan de la Maguana). Le concordat du 16 juin 1954 entre le Saint-Siège et la République dominicaine confirme le titre de « Primat des Indes » concédé par Pie VII à l'archevêque de Saint-Domingue.
Le 1er avril 1959, il cède une partie de son territoire pour l'érection du diocèse de Nuestra Señora de la Altagracia en Higüey puis de nouveau le 8 novembre 1986 pour la création du diocèse de Baní. Le 15 mars 1997, il cède du territoire pour l'établissement du diocèse de San Pedro de Macorís,.

## Évêques et archevêques
- Liste des évêques et archevêques de Saint-Domingue